# Louis Aliot
Louis Aliot (Tolosa, 4 settembre 1969) è un politico francese, esponente del Rassemblement National.

## Biografia
Avvocato, è anche stato docente di diritto costituzionale all'università di Tolosa dal 1998 al 2005.
Nel 1990 aderisce al movimento giovanile del Fronte Nazionale.
Nel 1998 è eletto consigliere regionale dei Midi-Pirenei fino al 2010. In quella data è eletto consigliere regionale nella Linguadoca-Rossiglione.
Dal 2005 è segretario generale del Fronte Nazionale fino al 2010.
Al congresso del partito del 2011 è eletto uno dei 5 vicepresidenti di FN e confermato nel 2014.
È eletto europarlamentare con FN nel 2014.
Nel dicembre 2015 si è candidato alle elezioni regionali in Linguadoca-Rossiglione-Midi-Pirenei, ottenendo il 31,8% dei voti e il 33,87 al secondo turno.
È stato compagno di Marine Le Pen.
Alle legislative del 2017 è eletto deputato all'Assemblea nazionale. Si dimette nel luglio 2020 perché eletto sindaco di Perpignan, prima città francese sopra i 100 mila abitanti governata da RN.